# Джоттино

Джоттино (итал. Giottino; работал во второй пол. XIV века) — живописец итальянского проторенессанса.

## Биография
Биография живописца полна домыслов и предположений. Ранние авторы, писавшие об итальянском искусстве, такие как Джованни Виллани (XIV век) или Лоренцо Гиберти (1447), рассказывая о последователях Джотто упоминают Мазо ди Банко и Стефано, но нигде не говорят о Джоттино. Антонио Билли в своей «Книге» («Libro», составлена между 1481 и 1530 годами), уже пишет об этом художнике и приводит самый ранний список работ, приписываемых Джоттино. Анонимный автор Кодекса Мальябекьяно (ок. 1540) первым называет Джоттино сыном «Маэстро Стефано» — художника, известного только из старых текстов. Джованни Баттиста Джелли, около 1550 года составлявший так и неоконченный сборник биографий художников, путает Джоттино с художником Мазо ди Банко. Джорджо Вазари (1568) окончательно запутал ситуацию, написав биографию Томмазо Стефано, по прозвищу Джоттино, и приписав ему произведения, которые сегодня известны как работы Мазо ди Банко. Таким образом Вазари не просто соединил в одном лице три разных имени — Мазо ди Банко, Маэстро Стефано и Джоттино, но присоединил ещё одного художника конца XIV века — Томмазо ди Стефано.
В действительности Джоттино — это прозвание художника известного из архивных документов как Джотто ди Маэстро Стефано, работавшего во второй половине XIV века, причём, это прозвание впервые применяется в отношении него только почти сто лет спустя — в конце XV века. Имя Джотто ди Маэстро Стефано появляется в документах всего дважды: в 1368 году он упоминается в списке гильдии флорентийских художников, а в 1369 году он наряду с Джованни да Милано и Аньоло Гадди входит в группу мастеров, работавших под руководством Джованни Гадди над фресковыми росписями в Ватиканском дворце (не сохранились). Кем был отец Стефано доподлинно не известно, однако многие современные авторы полагают, что им был Стефано Фьорентино, ученик Джотто, который, как утверждает живший в XVII веке историк Филиппо Бальдинуччи, являлся внуком Джотто. Если эта версия верна, то Джоттино, следовательно, правнук знаменитого художника.

## Творчество
Сегодня с полной уверенностью и общим согласием ведущих специалистов Джоттино приписывают всего два произведения. Одно из них — «Мадонна с Младенцем, ангелами, Иоанном Крестителем и Святым Бенедиктом» представляет собой фреску, созданную около 1356 года. Ранее она украшала табернакль Канто-делла-Кукулья, располагавшегося на площади Санто-Спирито во Флоренции, но уже в конце XVIII века была снята и перенесена в табернакль на-Виа-дель-Леоне, а теперь хранится во флорентийской Галерее Академии.
Второе и самое знаменитое произведение Джоттино — алтарный образ «Пьета» из Галереи Уффици, Флоренция. Его датируют первой половиной 1360-х годов. Это большой алтарный образ размером 195х134 см, который, согласно Вазари, ранее находился во флорентийской церкви Сан Ремиджо. Большинство экспертов считает это произведение одним из самых лучших примеров флорентийской живописи второй половины XIV века. На картине изображено оплакивание Христа. Слева стоят фигуры святых Бенедикта (он благословляет положением руки монахиню-бенедиктинку) и Святого Ремигия, патрона храма, который положением руки благословляет богато одетую молодую горожанку (в отношении этой дамы высказывалось предположение, что она может быть заказчиком алтаря, но кто она в действительности — остаётся неизвестным). В нижнем правом углу алтаря расположена собственно сцена Оплакивания. С распущенными светлыми волосами рыдает Мария Магдалина; обхватив рукой голову усопшего Сына поглощена печалью Мария, руки Христа поддерживают жёны-мироносицы, за спиной одной из них слегка наклонившись стоит потрясённый Иоанн. Сцена Оплакивания вписана в полукруг, образующий как бы замкнутую ячейку внутри пространства картины. Справа изображён Иосиф Аримафейский с гвоздями извлечёнными из мертвого тела в одной руке, и сосудом с миррой для умащения тела Христа в другой. Напротив него стоит крайне рассержено взирающий Никодим. Картине присуща композиционная ясность, сравнимая с лучшими фресками Джотто. Исследователи отмечают, что фигуры самой сцены Оплакивания написаны под сильным влиянием Джованни да Милано, а фигуры дальнего плана под влиянием Нардо ди Чоне.
Кроме двух несомненных работ художника, ему приписывают несколько произведений, в отношении которых многими специалистами высказываются сомнения. Например «Пьета» из Института Курто в Лондоне является лишь слабым отголоском «Пьеты» из Галереи Уффици. «Мадонна со святыми/Распятие» (Коллекция облатов — частных монашеских лиц, Флоренция) выставлена в Галерее Академии. Она слишком мала и плохо сохранилась, чтобы можно было сделать атрибуцию бесспорной. Итальянский учёный Карло Вольпе, своими изысканиями составивший каталог произведений Джоттино (правда, очень короткий), включил в него два фрагмента фресок, на которых можно видеть «Головы святых». Эти фрагменты в XVIII веке были сняты со стены храма Сан-Панкрацио во Флоренции и ныне хранятся в музее Оспедале дельи Инноченти.
Искусство Джоттино было более живым и эмоциональным, чем, к примеру, произведения ведущего мастера того времени Андреа Орканьи; Джоттино продолжил поэтическую линию флорентийской живописи, которая впоследствии слившись с искусством интернациональной готики, дала прекрасные результаты в творчестве художников первой половины XV века.

## Галерея
- Мадонна с Младенцем, ангелами и святыми. Oк. 1356. Фреска. Галерея Академии, Флоренция
- Пьета из Сан-Ремиджо. Ок. 1365. Дерево, темпера. Галерея Уффици, Флоренция
- Пьета. 1350-е гг. Дерево,темпера, золочение. Институт Курто, Лондон
- Мадонна с Младенцем и четырьмя святыми. Распятие. Ок. 1348-1349. Дерево, темпера, золочение. Коллекция облатов, Флоренция
- Мадонна с Младенцем и четырьмя святыми. Распятие. Деталь